# Cindy Margolis
Cynthia Dawn Margolis (Los Ángeles, California, 1 de octubre de 1965) es una actriz y modelo estadounidense. Durante varios años fue la modelo erótica más buscada en Internet.

## Filmografía
- Austin Powers: International Man of Mystery (1997)
- Ally McBeal (1997) (un episodio)
- Chairman of the Board (1998)
- The Cindy Margolis Show (2000)
- Sol Goode (2001)
- Dead Above Ground (2002)